# Łukasz Świrk
Świrk Łukasz, né en 1985, est un grimpeur polonais. 

## Palmarès

### Coupe du monde d'escalade
- Coupe du monde d'escalade de 2012
  - en cours
- Coupe du monde d'escalade de 2011
  -  Médaille d'or en vitesse.